# Мулява
Мулява (словен. Muljava) — поселення в общині Іванчна Гориця, Осреднєсловенський регіон, Словенія. Висота над рівнем моря: 319,3 м.

## Відомі люди
Йосип Юрчич (1844—1881) — словенський письменник й журналіст